# Nissan Bluebird
Nissan Bluebird (також Datsun Bluebird) — автомобілі середнього класу японського виробника автомобілів Nissan, що виготовлялись з 1957 по 2001 рік.
Традиційними конкурентами Блюберда були Toyota Corona майже з самого початку виробництва. Блюберд спочатку розроблявся для конкуренції з Короною, також в кожному поколінні Блюберда випускалися автомобілі для роботи в ролі таксі, паралельно з базовими автомобілями Nissan Cedric.
Блюберд випускався в кузовах седан, універсал і хетчбек, в залежності від покоління. З 1972 року Datsun Bluebird продавався також у Європі. У 1989 році, в Європі модель замінена на нову, яка називалася Nissan Primera. Для японського ринку автомобіль вироблявся до 2001 року.

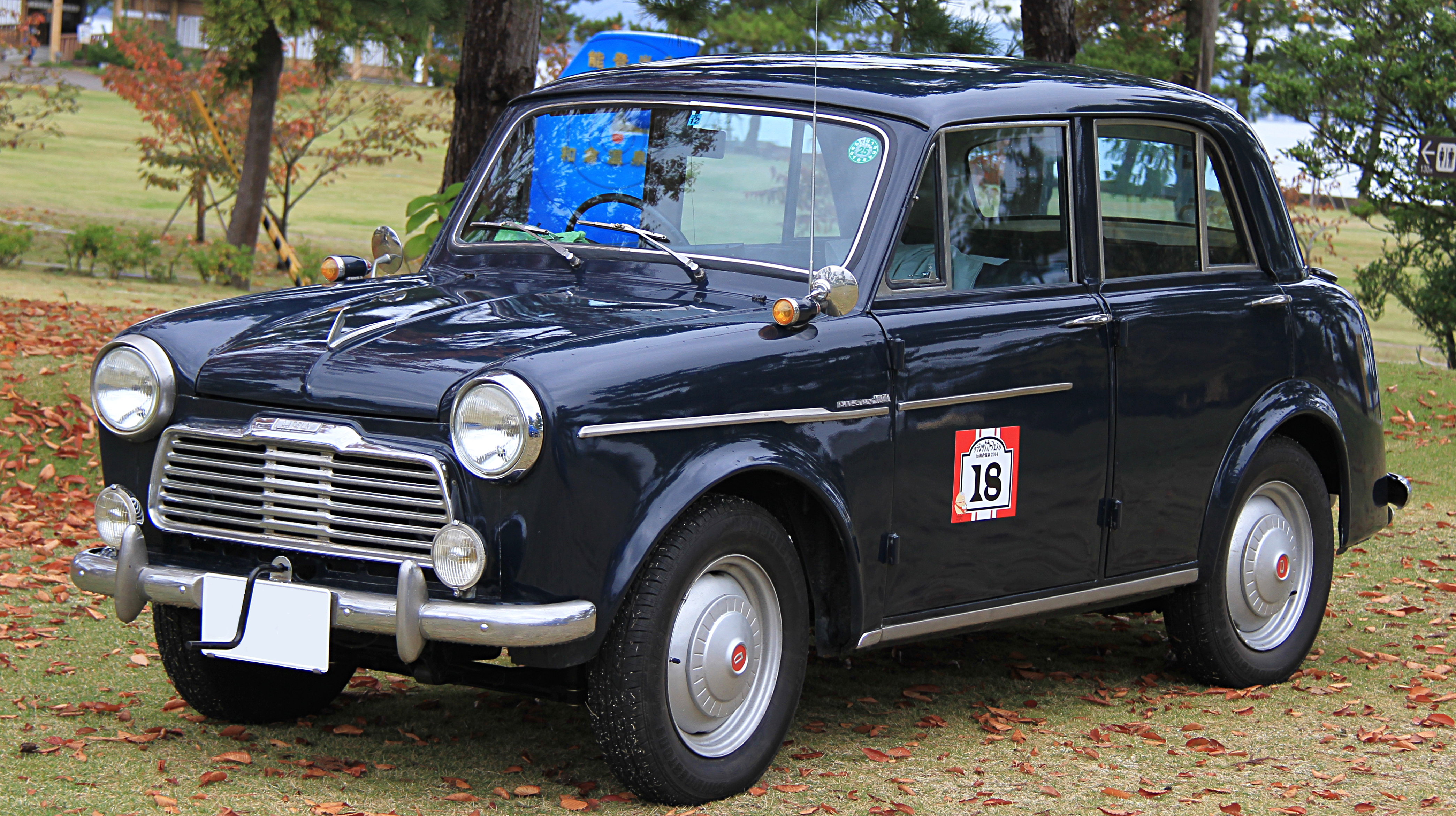
Datsun 210 (Bluebird) (1957–1961)
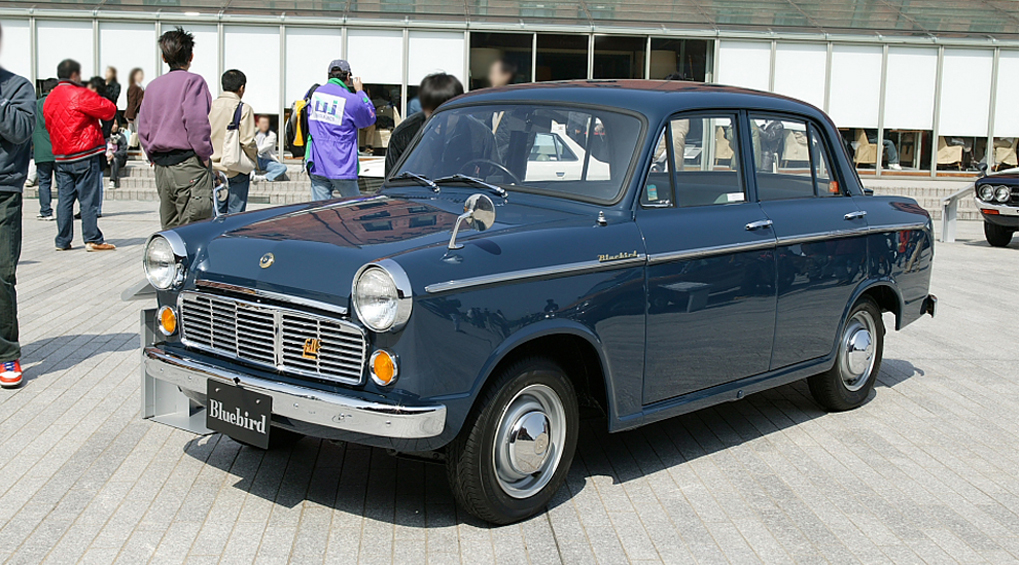
Datsun Bluebird (PL 310, 1959–1963)
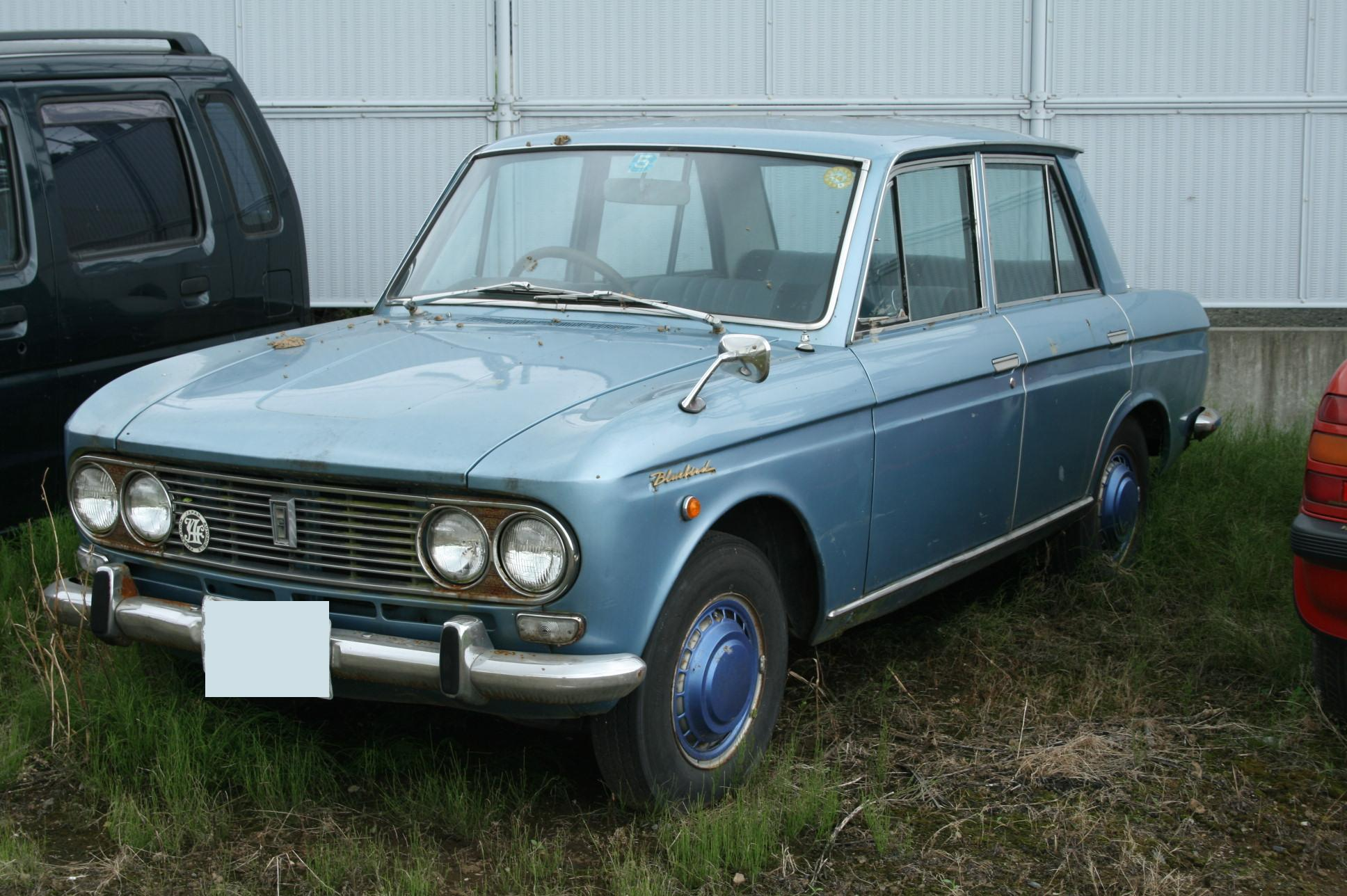
Datsun Bluebird (PL 410 / PL 411, 1963–1967)
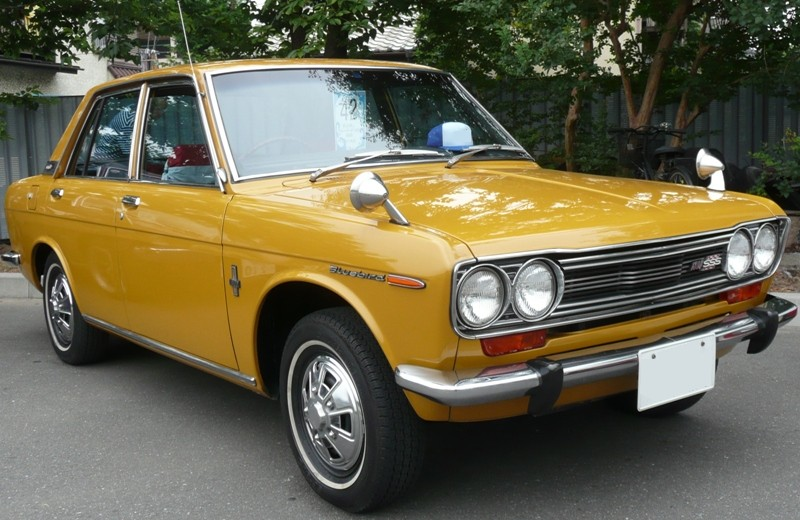
Datsun Bluebird (PL 510, 1967–1972)
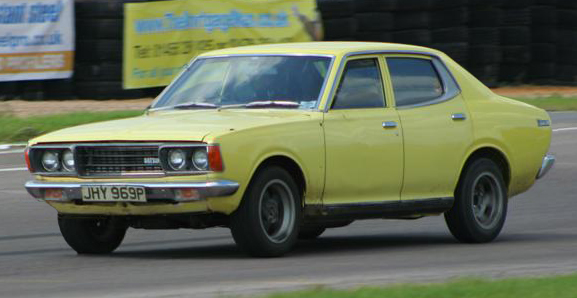
Datsun Bluebird (PL 610, 1971–1976)
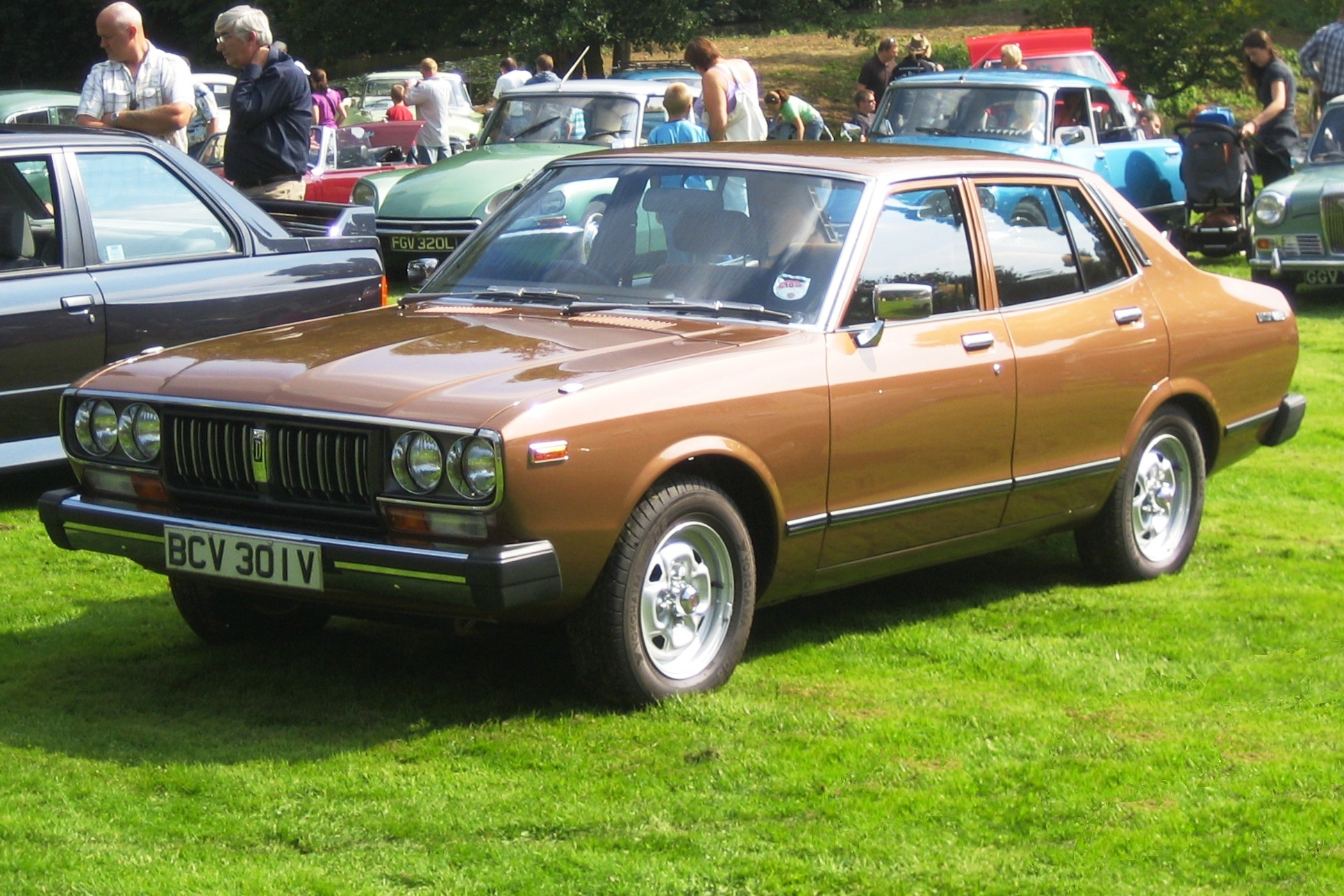
Datsun Bluebird (PL 810, 1976–1979)
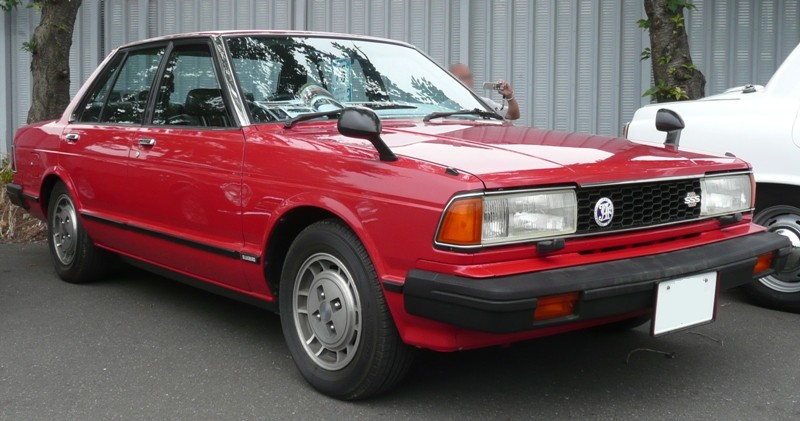
Datsun Bluebird (PL 910, 1979–1983)

## Сьоме покоління (U11, 1983—1986)

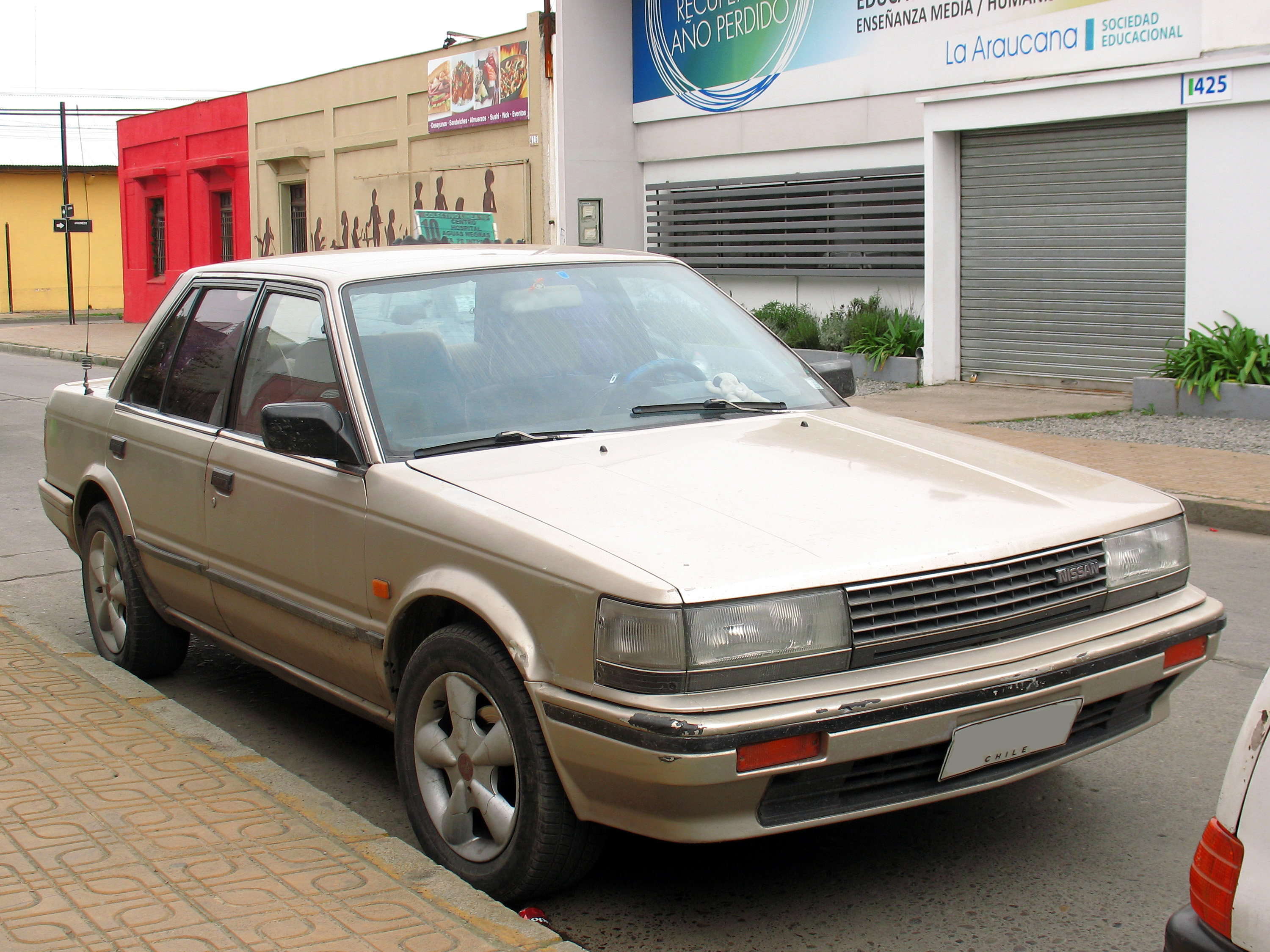
Nissan Bluebird (U 11, 1983—1986)

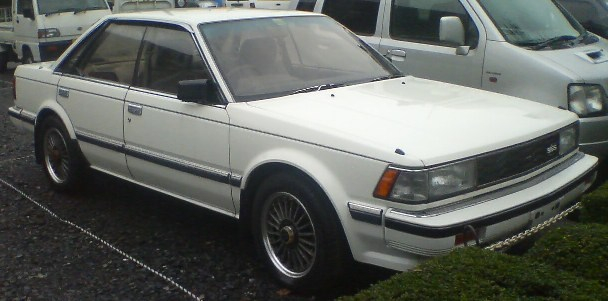
Nissan Bluebird (U 11, 1983—1986)

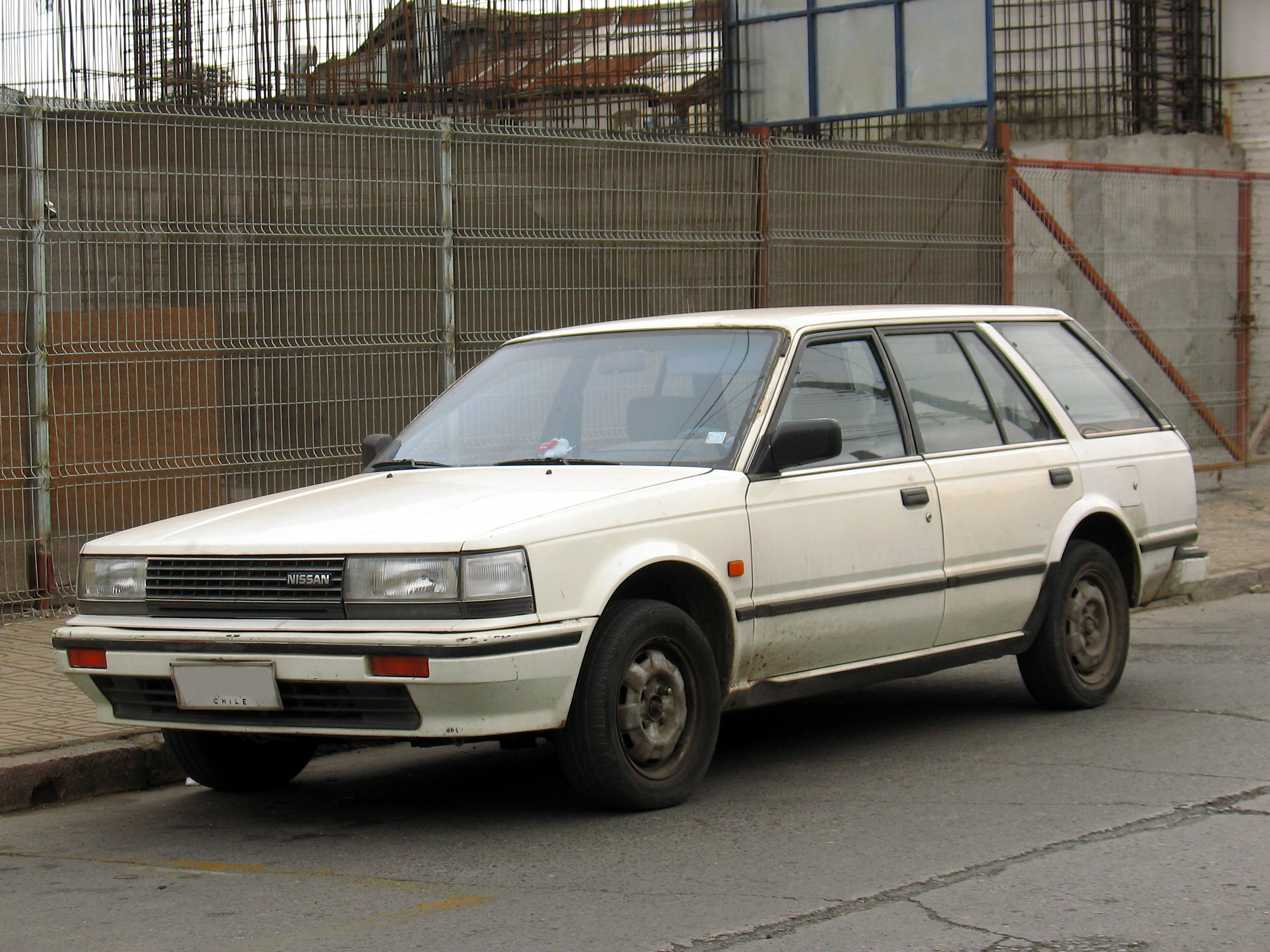
Nissan Bluebird Wagon (U 11, 1983—1986)

У жовтні 1983 року, привід на Блюберде змінився на передній, проте вільний стиль зовнішнього вигляду зберігся від попередника. У той час головний дизайнер компанії Nissan вважав цей стиль популярним, коефіцієнт аеродинамічного опору залишився досить високим і становив 0,39.
Це покоління було присутнє в наступних кузовах: чотирьох-дверний седан, чотирьох-дверний хардтоп і п'яти-дверний універсал. Купе перестало випускатися, і хардтоп, і седан рідко можна було побачити за межами Японії.
Ця модель з'явилася в Європі всього через два роки після початку виробництва Nissan Auster (T12) як Блюбірда на своєму заводі у Великій Британії в 1986 році. Деякі моделі (з дизельним двигуном і універсали) продавалися паралельно з T12 «Bluebird» на деяких ринках. Блюбірд отримав досить стандартне оснащення на європейських ринках. На деяких ринках, 2-літровий бензиновий двигун був доступний тільки в поєднанні з автоматичною коробкою передач.
Хоча седани U11 були замінені на модель 1988 року, універсал продовжував випускатися аж до 1990 року. Шести-циліндрова Maxima також продовжували випускатися (без «Блюбірда» в назві з травня 1987 року) до жовтня 1988 року, коли з'явився повністю оновлений Maxima. Більшість універсалів, проданих в Японії, мали характеристики комерційних автомобілів. На модель «Bluebird Wagon SSS Turbo Wingroad» встановлювався 120-сильний (88 кВт) 1,8-літровий рядний чотирьох-циліндровий двигун. Це був перший автомобіль, що отримав назву «Wingroad», у вересні 1987 року. Універсали будувалися до травня 1990, коли вони були замінені на Nissan Avenir (універсал Primera на більшості експортних ринків).
Були доступні бензинові двигуни об'ємом 1,6/1,8/2,0 літра, 1,8-літровий двигун мав турбо-варіант. У 1984 році в Японії став доступний кузов, названий Bluebird Maxima, який відрізнявся розширеною передньою частиною для установки двигуна VG20ET конфігурації V6. Цей 2-літровий V6 був доступний атмосферне або турбированном виконанні. U11 Maxima оснащувався великим 3-літровим VG30E, а також 2-літровим дизелем без наддуву або з турбонаддувом.
Австралія будувала автомобіль з 910 серією, який було оновлено в 1985 році. Нова Зеландія рекламувала U11 як Widetrack Bluebird, для того, щоб відрізняти його від схожого попередника.
У Великій Британії пропонувалися комплектації: 1.8 DX (1984—1986); 2.0 GL/ GL-модельєр/ SGL (1984—1986); 1.8 Turbo ZX (1984—1986).
У Тайвані U11 продавався як Yue Loong Bluebird 921/923.

### Двигуни
- 1598 см3 CA16 I4 (RU11)
- 1809 см3 CA18S/CA18E I4 (U11)
- 1809 см3 CA18ET/DET turbo I4 (U11)
- 1973 см3 CA20S/E I4 (YU11)
- 1998 см3 VG20E/VG20ET V6 (PU11)
- 1952 см3 LD20 diesel I4 (EU11)
- 1952 см3 LD20T TD I4 (EU11)

## Восьме покоління для Європи (T12/T72, 1985—1990)

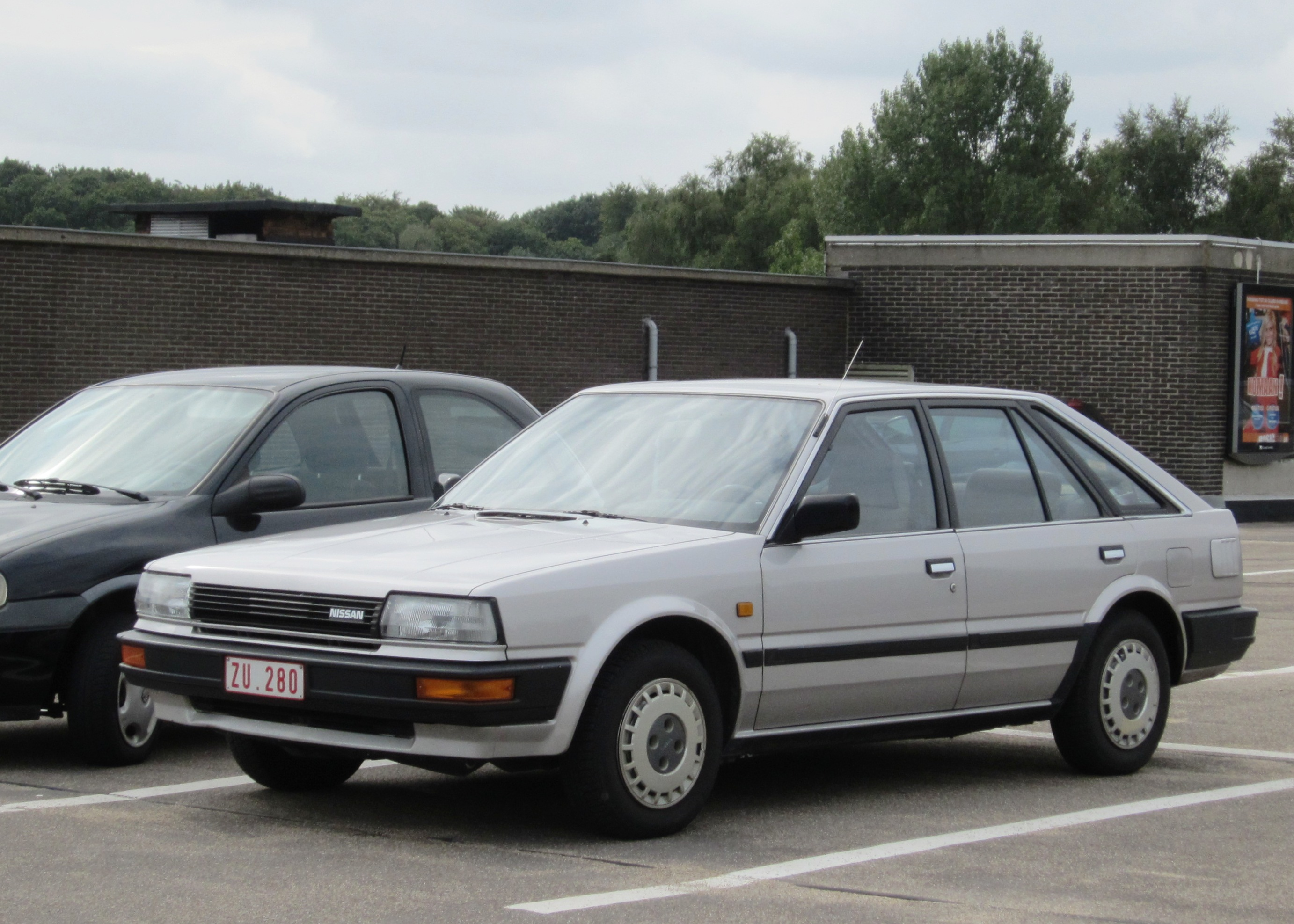
Nissan Bluebird (U 12, 1987—1990)

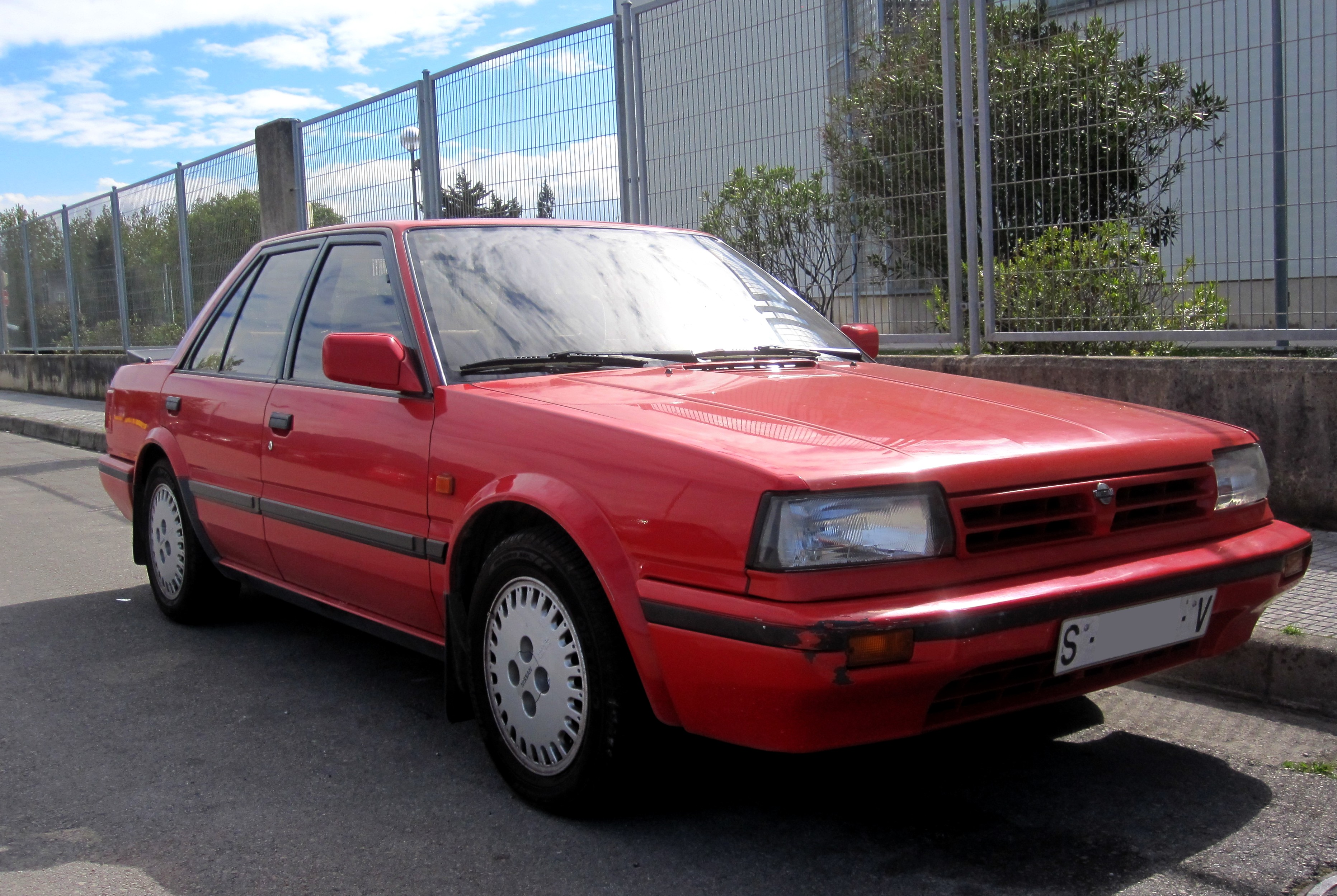
Nissan Bluebird (U 12, 1985—1990)

Nissan Bluebird T12 та пізніше T72 — третя покоління Auster, перероблене та продане в Європі.
T12 був введений у Європі у 1985 році як заміна для Bluebird U11. З липня 1986 року T12 збирався з частин, доставлених з Японії, у Вашингтон, Англія. Спочатку пропонували версії в кузові седан (чотири двері), а хетчбек (п'ять дверей) став доступним у січні 1987 року.

### Двигуни
- 1.6 L CA16S I4
- 1.8 L CA18i/CA18DE I4
- 1.8 L CA18ET I4
- 1.8 L CA18DET turbo I4
- 2.0 L CA20S/CA20E I4
- 2.0 L LD20 diesel I4

## Восьме покоління (U12, 1987—1992)

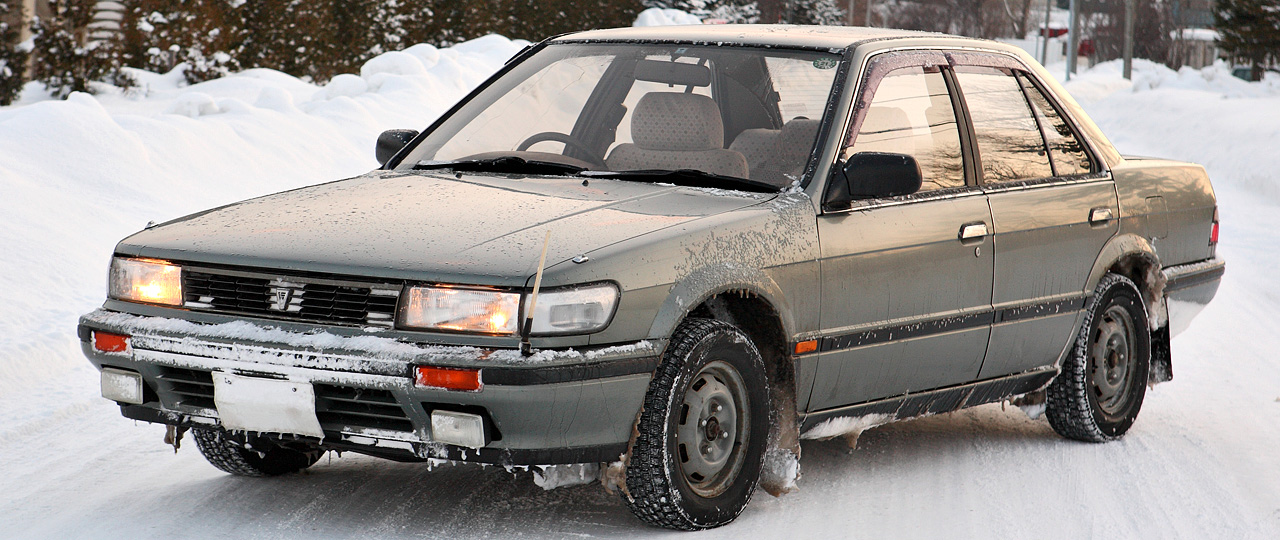
Nissan Bluebird (U 12, 1987—1992)

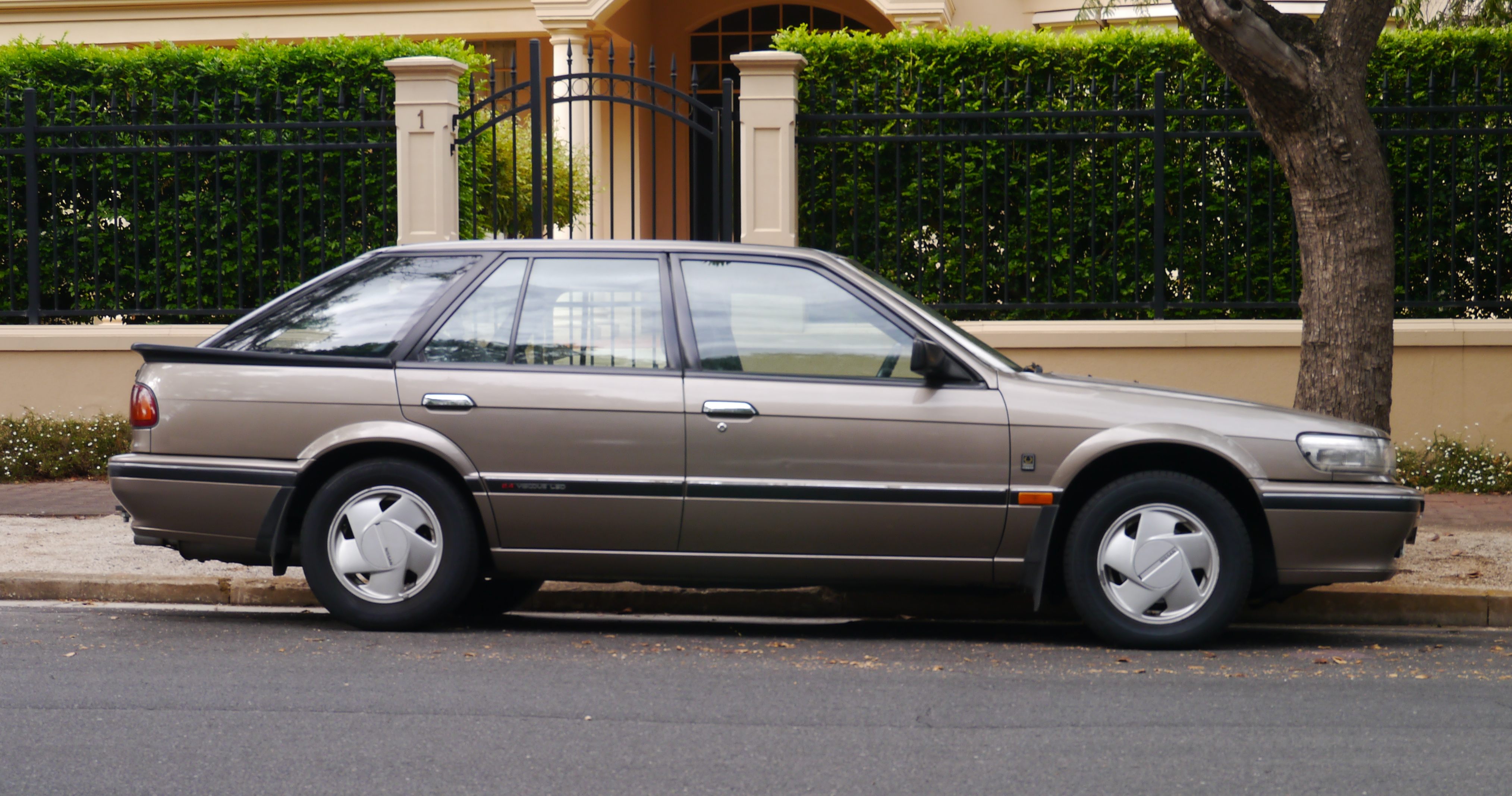
Nissan Bluebird (U 12)

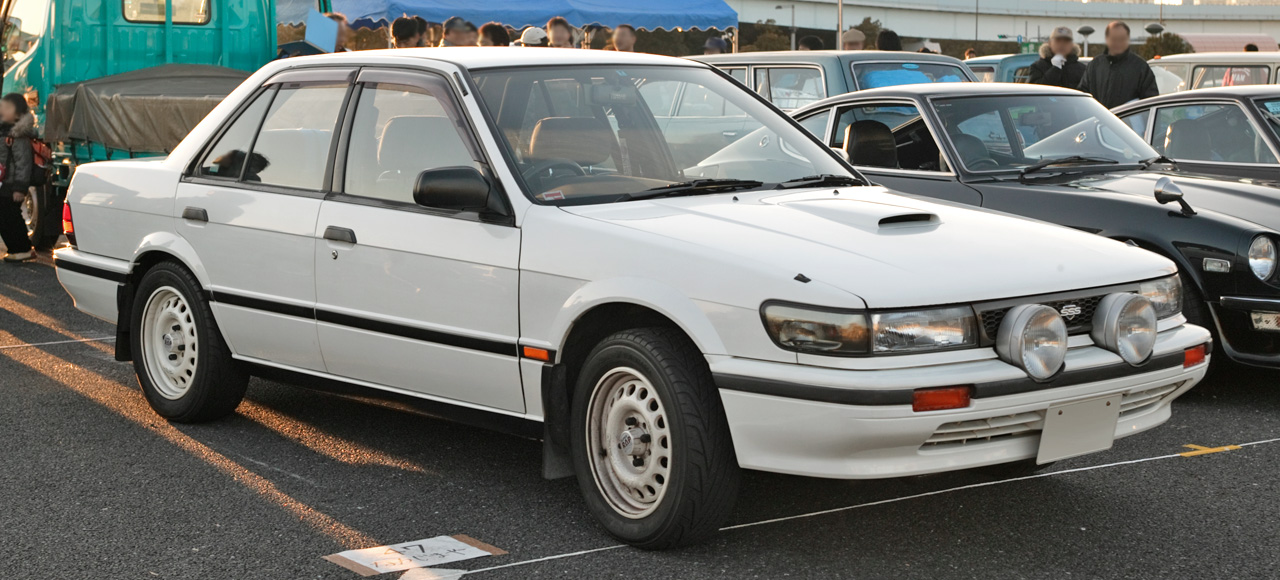
Nissan Bluebird SSS-R (U 12, 1987—1992)

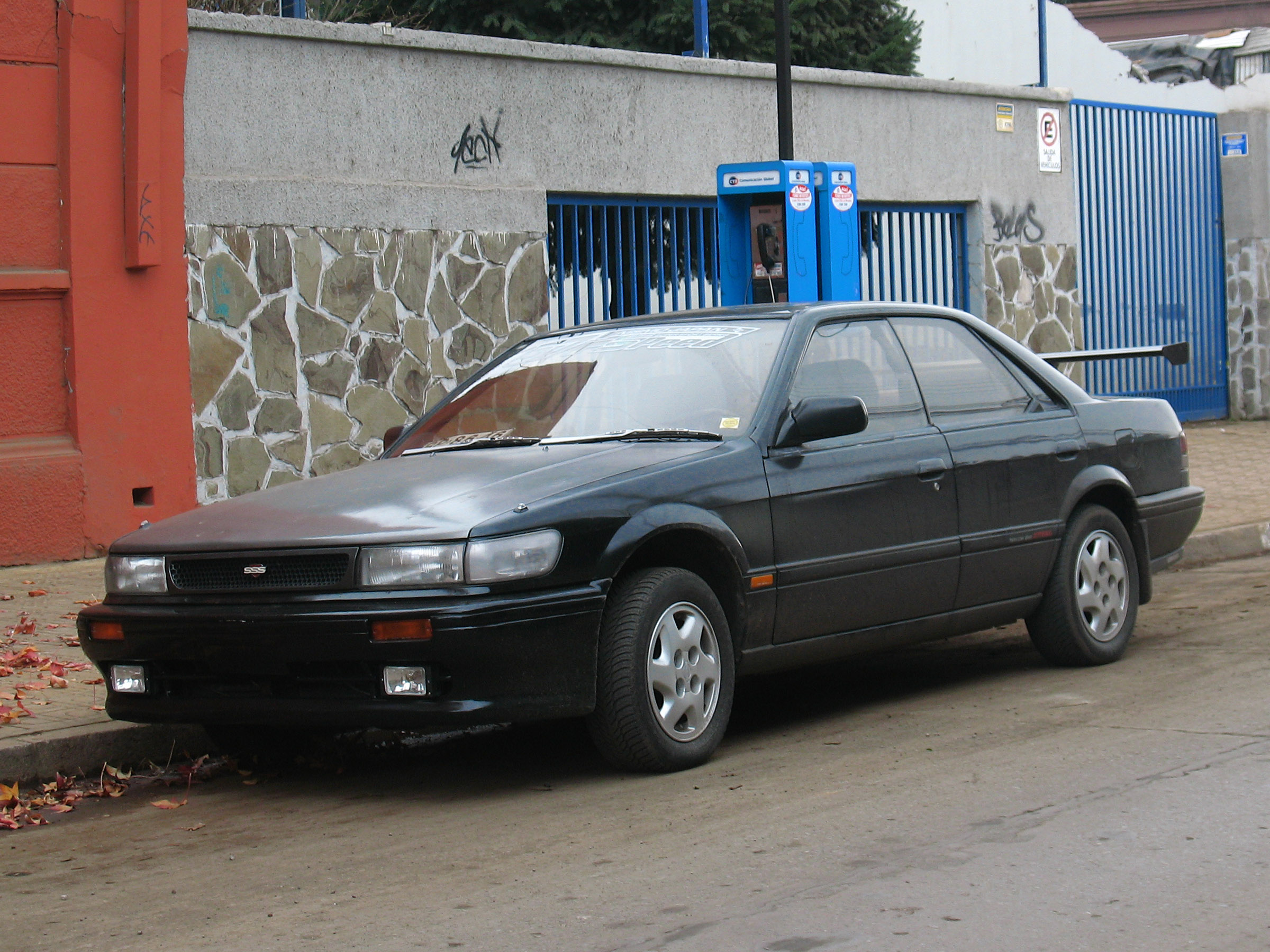
Nissan Bluebird SSS Attesa 4WD (U 12)

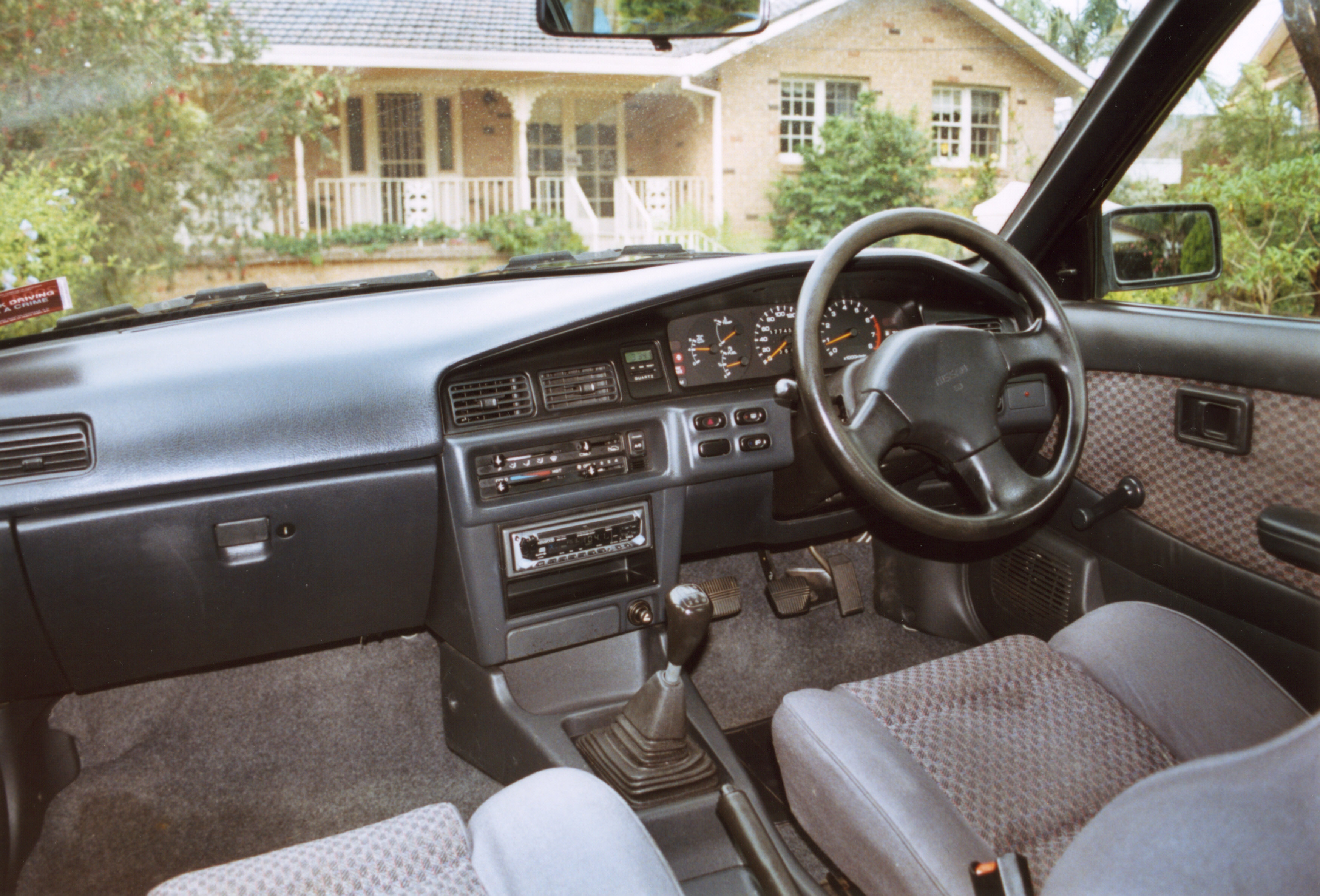
Nissan Bluebird (U 12)

На зміну квадратної моделі U11 в вересні 1987 року прийшла серія U12, що випускалася в кузовах чотирьох-дверних седана, ліфтбека і хардтопу. Дизайн автомобіля отримав закруглені риси в порівнянні з попереднім поколінням. Автомобілем в максимальній комплектації був універсал «Bluebird Maxima» з двигуном V6 (VG20ET), що випускався з попереднього покоління.
Різні комплектації включили традиційний «SSS» (SSS/ twincam SSS/ twincam SSS-X). На додаток до SSS, універсал був замінений на Nissan Avenir, і також був доступний седан (LE/ SE Saloon/ XE Sedan/ Super-select). Вартість автомобіля початкового рівня (1600LE, 5-ступінчаста механічна коробка передач) починалася від ¥ 1 198 000, максимальна ж вартість на автомобіль в комплектації SSS Attesa Limited (1800 Twin Cam Turbo, чотирьох-ступінчаста автоматична коробка передач) становила ¥ 2 998 000. У цей же час обмеженим тиражем виготовлялася модель SSS-R зі зменшеною масою кузова і спеціальним двигуном підвищеної потужності. Bluebird U12 з'явився приблизно одночасно з автомобілем Subaru Legacy.
Нововведеннями для U12 стали введення механічної системи повного приводу, званої ATTESA, і установка популярного двигуна SR20DET для другої серії (HNU12, 1989—1991). На автомобіль встановлювалися чотирьох-циліндрові бензинові двигуни об'ємом 1,6, 1,8 або 2,0 літрів, або дизель LD20 об'ємом 2,0 літра. Nissan випускав турбований Блюберд з 1987 по 1990 роки під назвою RNU12, з двигуном CA18DET DOHC об'ємом 1809 куб.см, що продавався в Японії та Нової Зеландії. Він також використовував систему ATTESA.
В Австралії ця модель продавалася з 1989 по 1993 роки як Nissan Pintara, змінивши велику модель на базі Skyline. Тут, він існував під кодовою назвою 'Project Matilda'. На австралійські моделі встановлювалися двигуни 2,0-літровий CA20E SOHC EFI і 2,4-літровий KA24E SOHC EFI. У підсумку, Проект Матильда ні успішним, що призвело до обвалу австралійського виробництва Nissan на початку 1990-х років.
U12 також продавався в Північній Америці як Nissan Stanza.

### Двигуни
- 1598 см3 CA16S I4
- 1809 см3 CA18DE/CA18i I4
- 1809 см3 CA18DET/DET-R turbo I4
- 1838 см3 SR18Di I4
- 1974 см3 CA20E I4
- 1998 см3 SR20DE I4
- 1998 см3 SR20DET/DET-R turbo I4
- 2389 см3 KA24E I4 (Pintara/Stanza)
- 1974 см3 LD20 II diesel I4

## Дев'яте покоління (U13, 1991—1997)

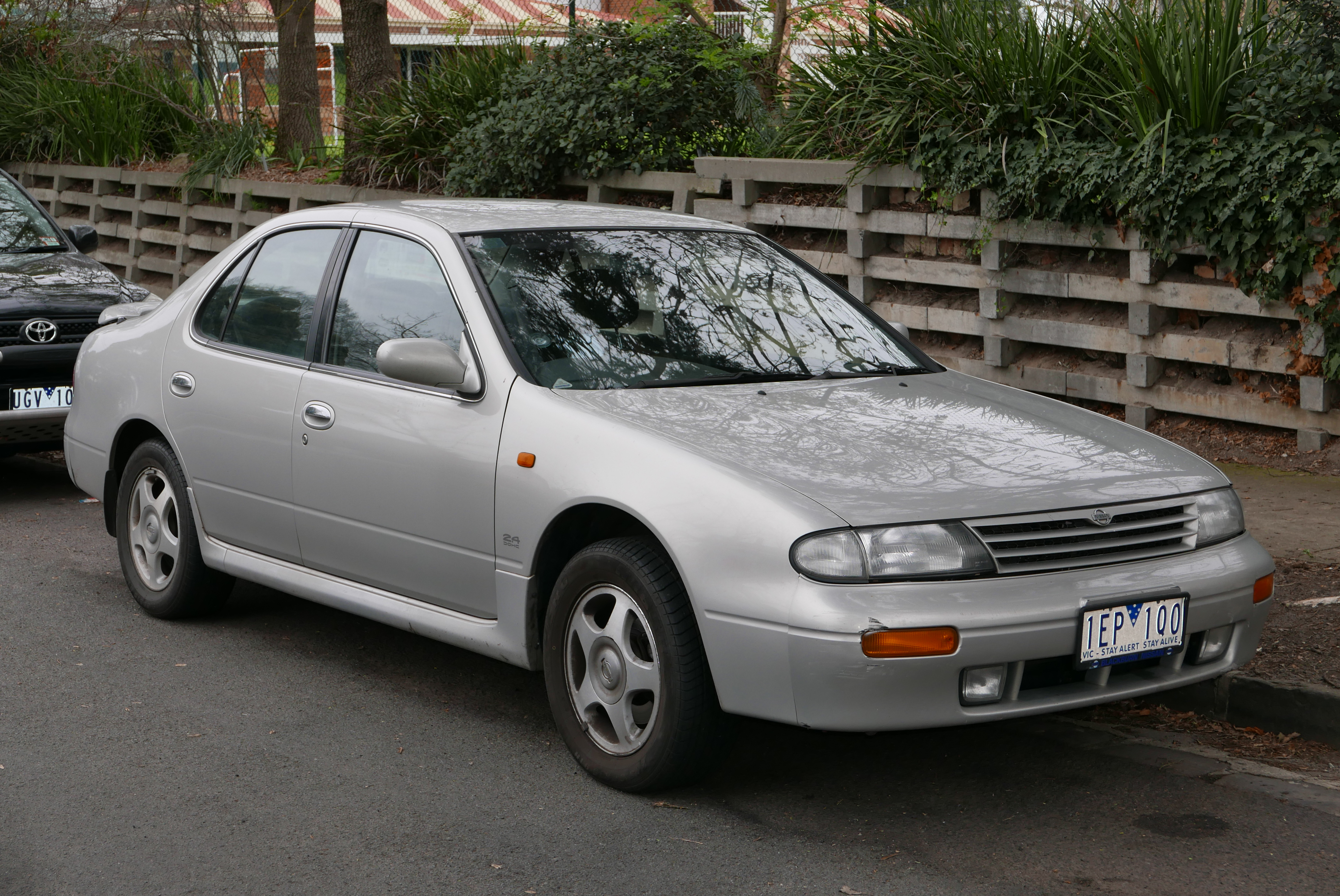
Nissan Bluebird (U13, 1991—1997)

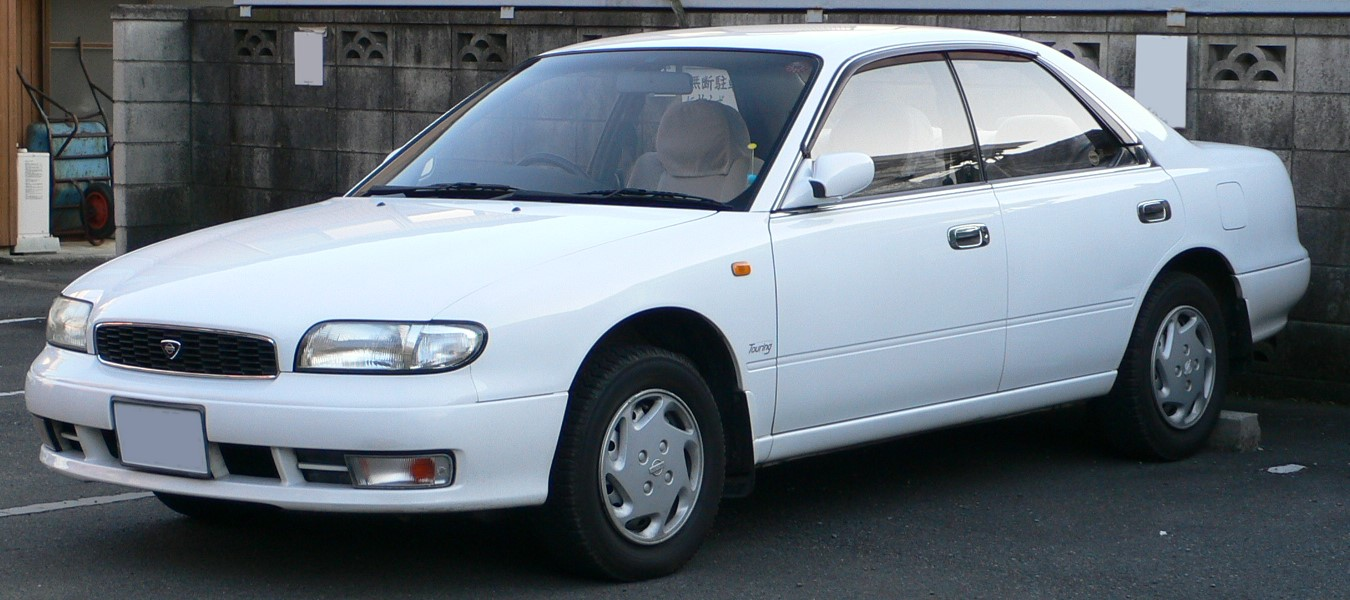
Nissan Bluebird (U13, 1991—1997)

Серія U13 була запущена в Японії у вересні 1991 року в кузовах чотирьох-дверних седана і хардтопу. Ці дві моделі візуально відрізняються: седан схожий на U12, в той час як хардтоп, що отримав назву Nissan Bluebird ARX, мав більш традиційний стиль. На заміну універсалу Блюберд прийшов новий Nissan Avenir.
Кілька японських моделей включали повнопривідні версії (ATTESA). Двигуни, що використовуються в японських моделях широко варіювалися по потужності і типу. Модель SSS Attesa LTD використовувала SR20DET (206 к.с.). Ці двигун і трансмісія були схожі на встановлюваний на Pulsar GTi-R (227 к.с.). Відмінності включали всього один корпус дросельної заслінки, менше число підшипників, мала турбіна. GTi-R мав великий встановлений інтеркулер, на відміну від SSS ATTESA LTD. Блюберд SSS відрізнявся від північноамериканської Altima складними дзеркалами (деякі з підігрівом) і заднім склоочисником якщо автомобіль оснащувався спойлером.
Австралійські дилери представили U13 в кінці 1993 року і продавали його до 1997 року. Серія 1 продавалася з 1993 по 1995 роки, серія 2 — з 1995 по 1997 роки. На другій серії з'явилися, крім подушок безпеки водія, оновлена решітка, а також візуальне попередження про непристебнутий ремінь. Як не дивно, перша серія моделі LX в стандарті обладналася круїз-контролем, що було опцією для другої серії.
Австралійські моделі U13 були доступні в трьох різних моделях, базова, але дуже добре обладнана модель LX, представницька модель Ti, і спортивна модель SSS. У порівнянні з LX, Ti мав клімат-контроль, люк, вставки під дерево в салоні, і відображення обраної передачі на дисплеї приладової панелі (тільки для коробок-автомат). У порівнянні з LX, SSS мав HUD (індикатор на лобовому склі з показанням спідометра), клімат-контроль, протитуманні фари, можливість перевезення лиж в салоні, салон зі вставками під дерево, і відображення обраної передачі на дисплеї приладової панелі (також тільки для коробок автомат). Незважаючи на те, що існувала спортивна модель (SSS), LX був найшвидшою з австралійських моделей завдяки найменшій масі. Двигуном, використовуваним в австралійських і американських моделей U13 був KA24DE (112 кВт, 210 Нм крутного моменту).

### Двигуни
- 1.6 L GA16DS DOHC I4
- 1.8 L SR18DE DOHC I4
- 2.0 L SR20DE DOHC I4
- 2.0 L EQ486 DOHC I4 (Китай)
- 2.0 L SR20DET DOHC Turbo I4
- 2.4 L KA24DE DOHC I4
- 2.0 L diesel I4

## Десяте покоління (U14, 1996—2001)

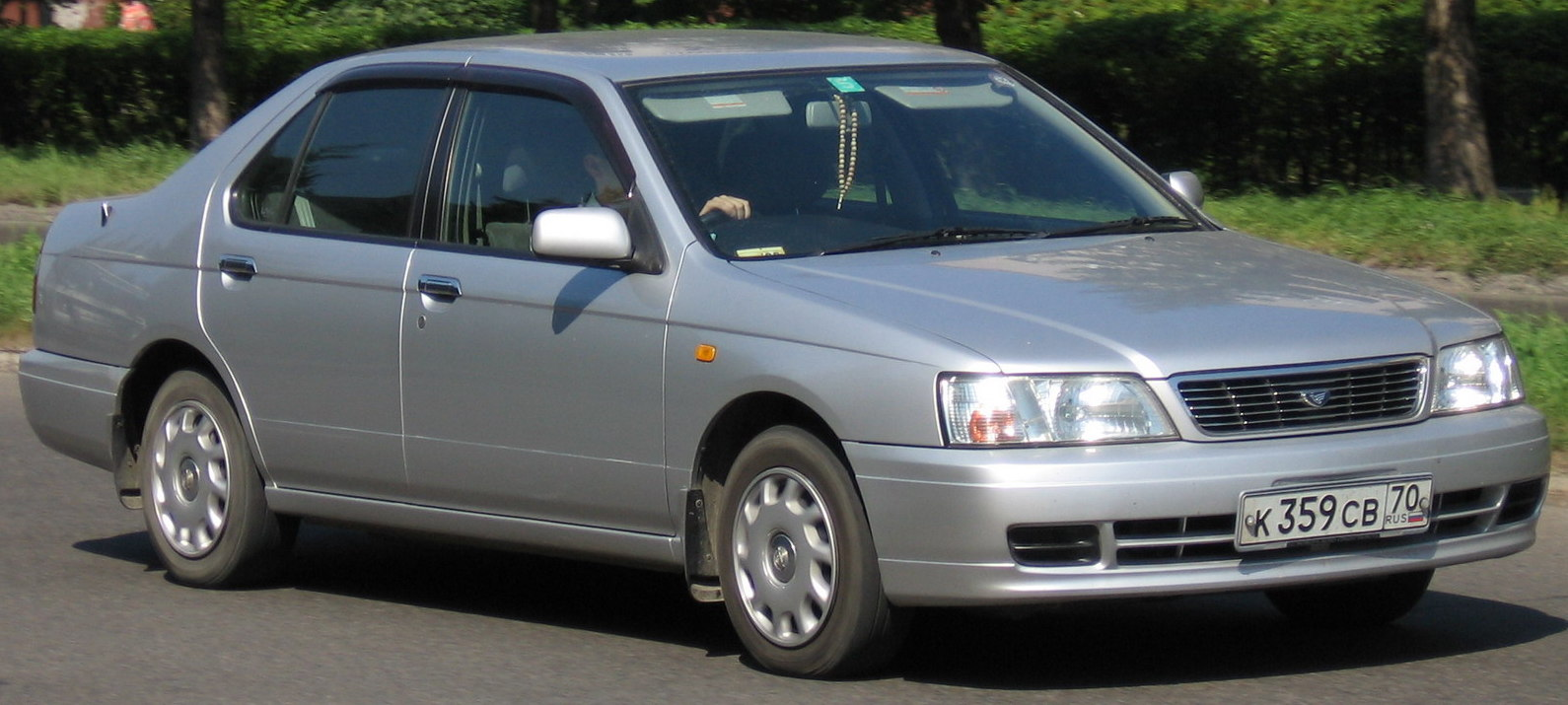
Nissan Bluebird (U 14, 1996—2001)

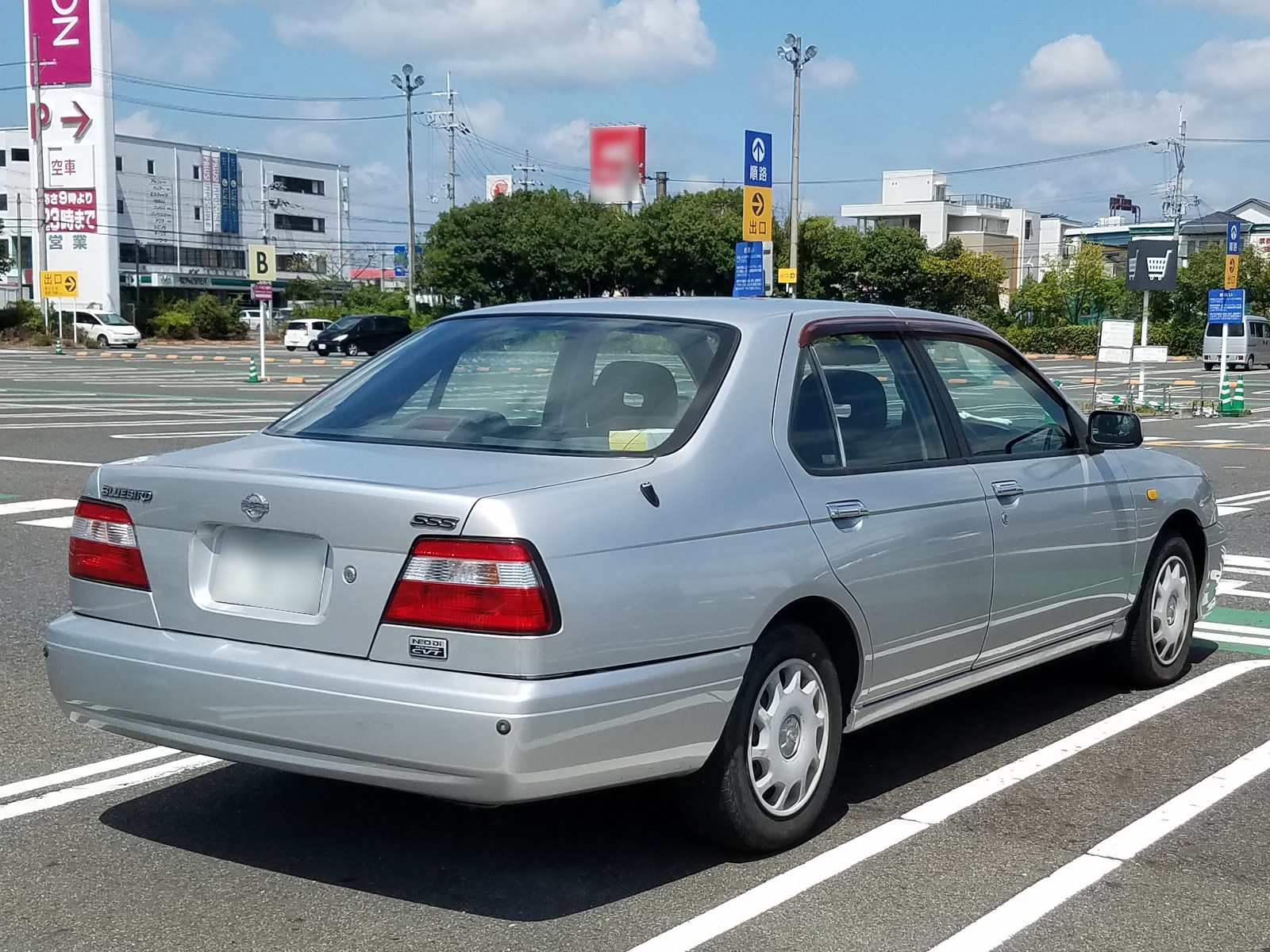
Nissan Bluebird (U 14, 1996—2001)

Nissan перейшов на вільний стиль кузова для останнього покоління Блюберд U14, що з'явився в січні 1996 року. Американська Altima перетворилася в окрему лінійку автомобілів, з новим кодом шасі L-серії. З метою зменшення оплачуваного в Японії податку, в залежності від габаритів автомобіля, кузов U14 зберіг 1700 мм ширини.
У цьому поколінні автомобіль був доступний тільки в кузові чотирьох-дверного седана. Серед двигунів існував вибір SR18 (DE), або SR20 (DE) для також доступною повнопривідної версії (ATTESA). Автоматична трансмісія Nissan Hyper CVT стала доступна в цьому поколінні поряд зі стандартною чотирьох-ступінчастою автоматичною, п'яти-ступінчастою механічною, або п'яти-ступінчастою механічною для повнопривідних автомобілів. На деякі моделі встановлювався дизельний двигун CD20E об'ємом один тисяча дев'ятсот сімдесят три куб.см. Пропоновані моделі включають комплектації: стандартна Eprise, представницька LeGrand і спортивна SSS, хоча SSS не відноситься до цієї спортивної моделі в цій лінії.
Виробництво автомобіля Ніссан Блюберд закінчилося в Японії в 2001 році. Йому на зміну прийшли автомобілі Nissan Maxima, Nissan Teana і Nissan Altima, спрямовані на експорт, і внутрішній японський Nissan Bluebird Sylphy. Його експортні моделі користуються популярністю в Росії, Африці і Нової Зеландії.

### Двигуни
- 1.8 L-DOHC-I4 (SR18DE), 125 к.с.
- 2.0 L-DOHC-I4 (SR20DE), 145—150 к.с.
- 2.0 L-DOHC-I4 (SR20VE), 190—205 к.с.
- 2.0 L OHC Diesel-I4 (CD20E), 76 к.с.
- 1.8 L-DOHC-I4 (QG18DE)